# Mitchell Kawasaki
Mitchell Akira Kawasaki (ur. 4 marca 1950 w Hamilton) – kanadyjski zapaśnik walczący w obu stylach i judoka. Olimpijczyk z Montrealu 1976, gdzie zajął szóste miejsce w kategorii 48 kg, w zapasach, w stylu klasycznym.
Złoty medalista igrzysk Brytyjskiej Wspólnoty Narodów w 1974. Czwarty na igrzyskach panamerykańskich w 1975.
Mistrz Kanady w judo w 1971 roku.